# La piccola Lola
La piccola Lola (Holy Lola) è un film del 2004 diretto da Bertrand Tavernier.

## Trama
Pierre e Geraldine sognano di adottare una bambina. Partono perciò per la Cambogia, dove, tra visite ad orfanotrofi e povertà estrema, scoprono anche la corruzione e le ingiustizie sociali.

## Riconoscimenti
- 2005 - Festival internazionale del cinema di San Sebastián
  - Premio del pubblico a Bertrand Tavernier